# Liste der Naturdenkmale in Imsbach
Die Liste der Naturdenkmale in Imsbach nennt die im Gemeindegebiet von Imsbach ausgewiesenen Naturdenkmale (Stand 28. März 2024).

## Naturdenkmale
| Nr.         | Bezeichnung                  | Lage                                        | Beschreibung                                                                            | Bild                                    |
| ----------- | ---------------------------- | ------------------------------------------- | --------------------------------------------------------------------------------------- | --------------------------------------- |
| ND-7333-013 | Felsgruppe Schweinstalfelsen | nördlich des Ortes am Kupferberg Lage       | bis zu 20 m hohe Felsgruppe; flächenhaftes Naturdenkmal, 1,5 ha groß                    | Direkt Bild zu diesem Denkmal hochladen |
| ND-7333-043 | Pavillon Wittelsbach         | nördlich des Ortes auf dem Kupferberg Lage  | auch Kupferberghütte; Schutzhütte mit Umgebung; flächenhaftes Naturdenkmal, 1,1 ha groß | mehr Fotos \| Fotos hochladen           |
| ND-7333-090 | Drei Linden                  | Kirchgasse, bei Nr. 15 Lage                 | Tilia platyphyllos, drei Bäume; bis zu 20 m hoch                                        | Direkt Bild zu diesem Denkmal hochladen |
| ND-7333-121 | Bergahorn „Siwweohrebaam“    | nördlich des Ortes; Abteilung Aspental Lage | Acer pseudoplatanus; um 1850 gekeimt, sechs Stämmlinge mit je 2 m Umfang, 30 m hoch     | Direkt Bild zu diesem Denkmal hochladen |
| ND-7333-140 | Wildbirne in den Langwiesen  | östlich des Ortes; Flur Langwiesen Lage     | Pyrus pyraster                                                                          | Direkt Bild zu diesem Denkmal hochladen |